# Vibert Douglas
Allie (o Alice) Vibert Douglas (15 de diciembre de 1894 - 2 de julio de 1988), quien usualmente era llamada por segundo nombre, fue una astrónoma canadiense y la primera mujer de su país en convertirse en astrofísica.

## Vida
Douglas nació en Montreal, Quebec, el 15 de diciembre de 1894. Debido a que los progenitores de Douglas murieron el año en que ella nació, se trasladó a vivir a Londres con su hermano George Vibert Douglas y su abuela. El abuelo de Douglas era el reverendo George Douglas, un prominente ministro y educador metodista. En 1904, tanto Douglas como su hermano regresaron a Montreal, donde asistieron a la Academia Westmount. A Douglas le interesaba la ciencia, pero sentía que su género era una desventaja. En la escuela secundaria, se le negó la admisión a un pequeño club de ciencias únicamente por el hecho de ser mujer. Su hermano la ayudó a evitar este problema dejando la puerta entreabierta y dejando que Allie se sentara fuera del aula para escuchar las conferencias. Douglas se graduó la primera de su clase y recibió una beca para la Universidad McGill.
En 1912, comenzó sus estudios en matemáticas y física con honores en McGill, pero fueron interrumpidos durante su tercer año por el estallido de la Primera Guerra Mundial. Su hermano George se alistó como oficial y fue destinado cerca de Londres. Allí, George sugirió que Allie y sus dos tías, Mina y Mary, se mudaran con él. Allie fue invitada a unirse al esfuerzo de guerra por un amigo de la familia y decidió trabajar en la Oficina de Guerra como estadística. Aunque caían bombas cerca de su lugar de trabajo, perseveró y recibió el salario más alto de todas las funcionarias civiles temporales en el Servicio Nacional. En 1918, a los 23 años de edad, recibió la Orden del Imperio Británico por su trabajo.
Obtuvo su licenciatura en 1919, su máster al año siguiente y su doctorado en 1926.
Habiendo regresado a Montreal en 1920, continuó sus estudios, obteniendo una licenciatura y luego una máster en 1921. Luego se fue a Cambridge, estudiando con Arthur Eddington, uno de los principales astrónomos de la época. Obtuvo su doctorado en astrofísica en McGill en 1925 y fue la primera persona en recibirlo de una universidad de Quebec, y una de las primeras mujeres en lograrlo en América del Norte. Douglas escribió una importante biografía de Eddington, The Life of Arthur Eddington.
Douglas realizó estudios de posgrado en los Laboratorios Cavendish de la Universidad de Cambridge, donde trabajó con el físico Ernest Rutherford y el astrofísico Arthur Eddington, estimulando su interés por la astrofísica.
A su regreso a Canadá, Vibert Douglas permaneció en McGill durante los siguientes 14 años. Luego, en 1939, se mudó a la Universidad de Queen en Kingston donde fue Decana de Mujeres hasta 1958. Profesora de astronomía desde 1946 hasta su jubilación en 1964, resultó fundamental para que las mujeres fueran admitidas en ingeniería y medicina. En 1967, se convirtió en Oficial de la Orden de Canadá. En el mismo año, el Consejo Nacional de Mujeres Judías la nombró como una de las 10 Mujeres del Siglo. También fue miembro de la Real Sociedad Astronómica en Gran Bretaña y presidenta de la RASC. Mientras estuvo en Kingston, fue miembro activo del Kingston Center RASC.
El Observatorio de Kingston abrió sus puertas en 1855, el primero en Ontario, y se enseña astronomía en Queens desde 1863. A principios de la década de 1900, los profesores de Queens y otros del área se habían convertido en miembros de la Sociedad. Vibert Douglas era miembro activo desde sus años en Montreal y se convirtió en Presidenta Nacional en 1943-44. Fue en gran parte debido al trabajo de Vibert Douglas que se fundase el Centro Kingston en 1961, el 16º centro de la Sociedad.     
En colaboración con John Stuart Foster, investigó los espectros de las estrellas de tipo A y B y el efecto Stark utilizando el Observatorio Astrofísico Dominion. En 1947, se convirtió en la primera presidenta canadiense de la Unión Astronómica Internacional y representó a Canadá durante una conferencia de la UNESCO en Montevideo, Uruguay, siete años después. Douglas murió el 2 de julio de 1988.

## Eponimia
- Vibert Douglas tiene una patera (un cráter irregular o complejo) en Venus que lleva su nombre. Vibert-Douglas Patera se encuentra a 11.6 ° latitud sur 194.3 ° longitud este. Es casi circular y tiene 45 km de diámetro.[8][9]
- En 1988, el año de su muerte, el asteroide (3269) Vibert-Douglas fue nombrado en su honor.